# Обезьянник (фильм)
«Обезьянник» (англ. Going Ape!) — кинофильм.
Таглайн: «There were 3 conditions to the 5 million dollar inheritance, and they had to be bathed once a week.»

## Сюжет
Фостер получает от своего отца Фостера в наследство 5 миллионов долларов, цирк и трёх орангутанов. Но есть одно условие — если хотя бы одна из обезьян умрёт или заболеет, то он не получит пяти миллионов и они отойдут к президенту зоологического фонда.

## В ролях
- Тони Данца — Фостер
- Джессика Уолтер — Фиона
- Стейси Нелкин — Синтия
- Дэнни Де Вито — Ласло
- Арт Метрано
- Фрэнк Сиверо
- Рик Херст
- Ховард Манн
- Джозеф Мехер
- Леон Эскин

## Съёмочная группа
- Автор сценария: Джереми Джой Кронсберг
- Режиссёр: Джереми Джой Кронсберг
- Оператор: Фрэнк Филлипс
- Монтаж: Джон Вилер
- Композитор: Элмер Бернштейн
- Художник: Роберт Киносита
- Костюмы: Роберт Харрис младший
- Декорации: Ричард Годдард
- Продюсер: Роберт Розен
- Исполнительный продюсер: Джон Дэйли
- Кастинг: Уэллис Никита (как Уэлли Никита)

## Технические данные
- США, 1981 год, киностудия City Films
- Видео — цветной, 87 мин.
- Аудио — моно
- Оригинальный язык — английский
- Ограничения по возрасту: в США — рейтинг PG и в России — детям до 12 лет просмотр фильма в сопровождении родителей.
- 10 апреля 1981 года — сборы в США $5 504 218.

## Другие названия
- Going Ape!
- Обезьянник
- Affen, Gangster und Millionen
- Voy a volverme mico
- Que Rica Herança
- Bananas E Milhões